# Grandma Threading her Needle
Grandma Threading her Needle je britský němý film z roku 1900. Režisérem je George Albert Smith (1864–1959). Film trvá necelou minutu.
Film podobně jako režisérův dřívější snímek Old Man Drinking a Glass of Beer zobrazuje měnící se výrazy obličeje pro účely zábavy.

## Děj
Film zachycuje babičku, jak se snaží dostat nit skrz jehlu.